# Pambashe
Pambashe è un ward dello Zambia, parte della Provincia di Luapula e del Distretto di Kawambwa.